# San Carlos de Bolívar
San Carlos de Bolívar (często zwane Bolívar) − miasto w Argentynie leżące w prowincji Buenos Aires.
Według spisu z roku 2001 miasto liczyło 29 459 mieszkańców. Obecnie (w roku 2006) ludność miasta wynosi około 32 tys. mieszkańców.
Miasto założone zostało 2 marca 1878 roku.